# Brignac (Hérault)
Brignac è un comune francese di 697 abitanti situato nel dipartimento dell'Hérault nella regione dell'Occitania.

## Società

### Evoluzione demografica
Abitanti censiti